# Municipio de Santiago Suchilquitongo
El municipio de Santiago Suchilquitongo (en náhuatl: xochitl ‘flor’, quilitl ‘quelite’, tontli ‘diminutivo', co ‘en; 'En los quelites floridos') es un municipio de 10,397 habitantes situado en el Distrito de Etla, Oaxaca, México.

## Historia
El Arqueólogo Enrique Méndez fue el primero en estudiar un asentamiento prehispánico ubicado en el municipio, llamado Huijazoo, ubicándolo entre los años 300 y 400 d. C. El Cerro de la Campana, en donde se encuentra la tumba número 5, fue parte de este señorío. La tumba es calificada como una de las más grandiosas obras de arte zapoteca.
Durante la época de la colonia se divide el territorio del Gran Señorío de Huijazoo, dando lugar a los pueblos de Huitzo y Suchilquitongo, a los que se les agrega el sello español quedando como los municipios de San Pablo Huitzo y Santiago Suchilquitongo.

## Cultura
En el municipio se ubica la Zona Arqueológica Cerro de la Campana, su mayor atractivo es la tumba número 5 la cual contiene mascarones, jambas y dinteles en relieve policromados que representan personajes y escenas importantes. En ella se hallaron basamentos, vasijas de cerámica, concha y jade, que formaban parte de las ofrendas.
El Museo Comunitario Cerro de la Campana, fundado en 1989, comprende una sala de exhibición arqueológica de la tumba número 5; una sala de mayordomías, donde se describen las características principales de esta convivencia popular y una sala donde se muestran artesanías hechas con piedra cantera de la región.  Cuenta con una sala dedicada a las artesanías de carrizo y cantera, las cuales caracterizan al pueblo de Santiago Suchilquitongo. Organiza exposiciones temporales, concursos de fotografía, festivales, talleres y excursiones.
El 25 de julio se celebra la fiesta de Santiago Apóstol con música y baile.

## Demografía
En el municipio habitan 10,397 personas, de las cuales, menos del 1% hablan una lengua indígena.

### Localidades
En el municipio se encuentran los siguientes poblados:
| Nombre de la localidad    | Población (2010) |
| ------------------------- | ---------------- |
| Santiago Suchilquitongo   | 7,276            |
| Santa Cruz Lachixolana    | 1,370            |
| Santo Domingo Tlaltinango | 823              |
| El Zapotal                | 70               |
| Barrio de Tetiche         | 45               |
| Colonia del Sol           | 18               |
| El Llano Grande           | 13               |
| El Pedregal               | 7                |
| Tierra Blanca             | 5                |
| Las Canteras              | 2                |